# Szilbács
Szilbács (szerbül Силбаш / Silbaš) település Szerbiában, a Vajdaságban, a Dél-bácskai körzetben, Palánka községben.

## Fekvése
Palánkától 18 km-re északkeletre, Újvidéktől 33 km-re északnyugatra fekszik.

## Története
Nevét 1263-ban említette először oklevél Zyli Bach néven, mint Keszi határosát és mint várföldet. 1267-ben Scylbach néven írták.
1332-ben már egyházas hely volt. A pápai tizedjegyzék adatai szerint papja ekkor 20 báni pápai tizedet fizetett.
1455-ben a Lekcsei Sulyok családé volt, mely e birtokára is kölcsönös örökösödési szerződést kötött a Szántai Marháti családdal.
1590-ben a török defterek a bácsi nahijéban sorolják fel Szilbást 25 házzal.
1690-ben szerbekkel telepítették be, 1714-ben már pecsétje is volt.
1715-ben a bácsmegyei adójegyzékben már 18 adófizetővel szerepelt.
1900-as népszámláláskor 3311 lakosa volt.
A szlovákok 1770-ben érkeztek a faluba, 1900-ban 720-an voltak. Ők építették fel az evangélikus templomot.
1910-ben 3401 lakosából 71 magyar, 1010 szlovák, 2188 szerb volt. Ebből 78 római katolikus, 1046 evangélikus, 2246 görögkeleti ortodox volt.
A trianoni békeszerződés előtt Bács-Bodrog vármegye Palánkai járásához tartozott.

## Népesség

### Demográfiai változások
| 1948 | 1953 | 1961 | 1971 | 1981 | 1991 | 2002 | 2011 |
| ---- | ---- | ---- | ---- | ---- | ---- | ---- | ---- |
| 3308 | 3295 | 3267 | 3144 | 3025 | 2806 | 2849 | 2467 |

## Külső hivatkozások
- Szilbács története